# 細胞板

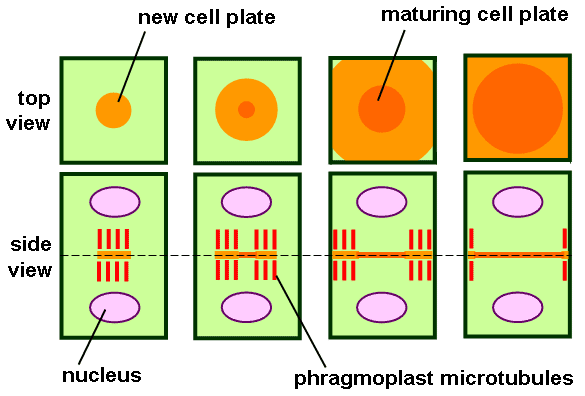
植物細胞の細胞質分裂における隔膜形成体と細胞板の形成
左端：隔膜形成体が形成され、細胞板が細胞の中心に集まり始める。
右に向かって：隔膜形成体が細胞の外側に向かってドーナツ型に拡大し、中央に成熟した細胞板を残す。細胞質分裂が終わると、細胞板は細胞壁に変化する。

細胞板(Cell plate)は、陸上植物の細胞質分裂の際に現れる構造である。この過程には、ゴルジ体由来のエンドソーム小胞による細胞壁や細胞膜成分の細胞分裂平面への輸送と、その後にこの小胞が形成された板に融合される過程を伴う。
細胞の中心に初期の管-小胞ネットワークが形成された後、不安定な初期の細胞板が管のネットワークに融合していき、最終的に有窓のシート状になる。細胞板は、細胞の中心部から外側に向かって成長し、細胞膜に到達して、融合し、細胞分裂を完了させる。細胞板の形成と成長は、ゴルジ体由来の小胞のターゲットとして必要な隔膜形成体に依存する。
細胞の中心部で細胞壁が成熟すると、この位置で隔膜形成体が外れ、新しい要素が外側に付加される。この過程により、隔膜形成体の安定した拡張と、付随して、ゴルジ体由来の小胞の行き先が成長する縁の方に変更される。細胞板が細胞膜に到達し、融合すると、隔膜形成体は消失する。この出来事により、2つの娘細胞が分離する他、カロースが多く柔軟な細胞板をセルロースが多く硬い細胞壁に変換する過程が始まる。
細胞板の形成がゴルジ体の活動に大きく依存していることは、なぜ植物細胞が動物細胞と異なり、細胞分裂中に分泌器官を分解しないのかを説明する。